# 1989年鐵路
此條目列出1989年發生有關鐵路運輸的事件。

## 事件

### 1月
- 1月7日：第比利斯地鐵阿克梅特里-瓦提特里線由第比利斯電力機車廠站（英语：Guramishvili (Tbilisi Metro)）延長至格勒丹尼站（英语：Akhmetelis Teatri (Tbilisi Metro)）。
- 1月26日：營團地下鐵（現為東京地下鐵）半藏門線由半藏門站延長至三越前站。

### 2月
- 2月4日：拉昂的旅客捷運系統波馬2000（英语：Poma 2000）通車。

### 3月
- 3月19日：都營地下鐵新宿線由篠崎站延長至本八幡站（臨時站）。
- 3月29日：足尾線交由渡良瀨溪谷鐵道營運。

### 4月
- 4月1日：西武鐵道西武秩父線延伸，與秩父鐵道秩父本線連接。秋田內陸線通車營運。
- 4月28日：高千穗線交由高千穗鐵道營運。
- 4月30日：標津線停運。

### 5月
- 5月1日：天北線、名寄本線停運。
- 5月9日：九廣鐵路英段（現為東鐵綫）太和站啟用。

### 6月
- 6月4日：池北線交由北海道池北高原鐵道營運。

### 7月
- 7月5日：橫濱新都市交通金澤海岸線通車，來往新杉田站至金澤八景站（臨時站）。
- 7月22日：麥肯尼大街有軌電車通車。

### 8月
- 8月6日：香港地鐵（現為港鐵）觀塘綫延長至鰂魚涌站，成為第二條過海鐵路隧道[1][2]。其中藍田站於8月9日啟用，但受當日下午爆水管事件影響，香港地鐵需要進行維修，最終在10月1日才再度舉辦通車儀式。
- 8月21日：深澳線停運。
- 8月27日：橫濱市營地下鐵1號線戶塚站永久站啟用。

### 9月
- 9月1日：赫爾辛基地鐵梅伦山站啟用，成為世界上最北端的地鐵站[3]。
- 9月1日：瓜達拉哈拉輕軌（英语：Guadalajara light rail system）1號線通車[4]。
- 9月2日：臺北市區鐵路地下化華山至萬華段完工通車，新台北車站啟用[5]。
- 9月3日：伊斯坦堡地鐵1號線開始營運[6]。
- 9月10日：名古屋市營地下鐵櫻通線通車，來往中村區役所站至今池站。同日名城線加設久屋大通站。
- 9月17日：大峽谷鐵路重開[7]。

### 10月
- 10月1日：商阜铁路开通临时货运业务。
- 10月1日：伊田線、糸田線、田川線交由平成筑豐鐵道營運，湯前線交由球磨川鐵道營運。
- 10月1日：香港地鐵（現為港鐵）觀塘綫藍田站啟用。
- 10月5日：京阪電氣鐵道鴨東線通車。
- 10月29日：紐約地鐵63街線通車，萊辛頓大道-63街、羅斯福島及21街-皇后橋車站啟用[8]。

### 11月
- 11月4日：新加坡地鐵拆分為東西線和南北線，並分別延長至丹那美拉和濱海灣。
- 11月11日：柏林圍牆倒塌後，柏林Jannowitz橋車站（英语：Berlin Jannowitzbrücke station）向柏林地鐵重開。

### 12月
- 12月16日：新加坡地鐵東西線由丹那美拉延長至巴西立。
- 12月23日：宮田線停運。
- 12月31日：基輔地鐵瑟雷茨-佩切拉線通車，來往金門站至克洛夫站。